# Sapouy
Sapouy es la población capital de la provincia de Ziro y del departamento del mismo nombre, en Burkina Faso. En 2012 la población era de 21 231 habitantes.